# العلاقات الصومالية الفيتنامية
العلاقات الصومالية الفيتنامية هي العلاقات الثنائية التي تجمع بين الصومال وفيتنام.

## مقارنة بين البلدين
هذه مقارنة عامة ومرجعية للدولتين:
| وجه المقارنة                                              | الصومال                        | فيتنام           |
| --------------------------------------------------------- | ------------------------------ | ---------------- |
| المساحة (كم2)                                             | 637.66 ألف                     | 331.69 ألف       |
| عدد السكان (نسمة)                                         | 14.74 مليون                    | 94.66 مليون      |
| الكثافة السكانية (ن./كم²)                                 | 23.12                          | 285.39           |
| العاصمة                                                   | مقديشو                         | هانوي            |
| اللغة الرسمية                                             | اللغة الصومالية، اللغة العربية | اللغة الفيتنامية |
| العملة                                                    | شلن صومالي                     | دونغ فيتنامي     |
| الناتج المحلي الإجمالي (بليون دولار)                      | 7.37 مليار                     | 234.19 مليار     |
| الناتج المحلي الإجمالي (تعادل القوة الشرائية) بليون دولار |                                | 553.42 مليار     |
| الناتج المحلي الإجمالي الاسمي للفرد دولار أمريكي          | 549                            | 2.48 ألف         |
| الناتج المحلي الإجمالي للفرد دولار أمريكي                 |                                | 5.63 ألف         |
| مؤشر التنمية البشرية                                      |                                | 0.666            |
| رمز المكالمات الدولي                                      | +252                           | +84              |
| رمز الإنترنت                                              | .so                            | .vn              |
| المنطقة الزمنية                                           | ت ع م+03:00                    | ت ع م+07:00      |

## منظمات دولية مشتركة
يشترك البلدان في عضوية مجموعة من المنظمات الدولية، منها:
| علم المنظمة | اسم المنظمة                   | تاريخ انضمام الصومال | تاريخ انضمام فيتنام |
| ----------- | ----------------------------- | -------------------- | ------------------- |
|             | مؤسسة التنمية الدولية         | 31 أغسطس 1962        | 24 سبتمبر 1960      |
|             | يونسكو                        | 15 نوفمبر 1960       | 6 يوليو 1951        |
|             | الأمم المتحدة                 | 20 سبتمبر 1960       | 20 سبتمبر 1977      |
|             | الفريق المعني برصد الأرض      | ?                    | ?                   |
|             | الاتحاد البريدي العالمي       | ?                    | ?                   |
|             | البنك الدولي للإنشاء والتعمير | 31 أغسطس 1962        | 21 سبتمبر 1956      |
|             | الاتحاد الدولي للاتصالات      | 28 سبتمبر 1962       | 24 سبتمبر 1951      |
|             | منظمة حظر الأسلحة الكيميائية  | ?                    | ?                   |
|             | مؤسسة التمويل الدولية         | 31 أغسطس 1962        | 4 أغسطس 1967        |
|             | منظمة الشرطة الجنائية الدولية | ?                    | ?                   |

## أعلام
هذه قائمة لبعض الشخصيات التي تربطها علاقات بالبلدين:
- فاطمة أحمد (كاتبة إيطالية، 6 يوليو 1949 – )

## وصلات خارجية
- موقع وزارة الخارجية الصومالية
- موقع وزارة الخارجية الفيتنامية